# Stanisław Michalski (weterynarz)
Stanisław Wojciech Michalski (ur. 23 kwietnia 1900 w Sanoku, zm. 13–14 kwietnia 1940 w Katyniu) – porucznik lekarz weterynarii rezerwy Wojska Polskiego, ofiara zbrodni katyńskiej.

## Życiorys
Urodził się 23 kwietnia 1900 jako syn Kazimierza Michalskiego (1875–1962) i Eleonory z domu Dziura (1880–1945). Ojciec był radcą skarbowym, do końca 1930 asesorem w Urzędzie Skarbowym Akcyz i Monopolów Państwowych w Sanoku, dyrektorem Komunalnej Kasy Oszczędności w Sanoku. Miał braci Adama (ur. 1898) i Tadeusza oraz siostry Kazimierę Wandę (1902–1991, zamężna z Włodzimierzem Taworskim, matka dr Anny Taworskiej – żony Andrzeja Strzeleckiego i Tadeusza Taworskiego) i Helenę Eleonorę (1909–1990, zamężna z inż. architektem Adolfem Wittelsem). Rodzina Michalskich zamieszkiwała w Sanoku przy ul. Jagiellońskiej.
6 czerwca 1918 Stanisław Michalski zdał egzamin dojrzałości w Państwowym Gimnazjum w Sanoku (w jego klasie byli m.in. Włodzimierz Godłowski i Jakub Zaleski – również ofiary zbrodni katyńskiej). Był harcerzem.
Pracował w kopalni w Grabownicy Starzeńskiej. 5 maja 1919 jako ochotnik wstąpił do Wojska Polskiego w 1 pułku artylerii ciężkiej Ziemi Krakowskiej otrzymując stanowisko kanoniera w baterii zapasowej. W lipcu 1919 ta jednostka została przemianowana na 3 pułk artylerii ciężkiej i przeniesiona do Lublina. W tym czasie Stanisław Michalski został oddelegowany do Szkoły Podoficerskiej nr 3 w Krakowie, następnie zakończył kurs Podchorążych Szkoły Podoficerskiej Artylerii (wynik celujący) i otrzymał awans do stopnia kaprala. Następnie zakończył egzaminem kurs na podchorążego (wynik celujący).
Brał udział w wojnie polsko-bolszewickiej w szeregach 1 baterii 2 pułku artylerii obejmując funkcję łącznika oraz wywiadowcy-obserwatora. Uczestniczył w walkach podczas bitw nad Berezyną koło Głębokiego, Królewszczyzny i Dokszyc, a po przejściu w obszar ukraiński w bojach pod Równem, Łuckiem, Włodzimierzem Wołyńskim. Po wojnie został przeniesiony do rezerwy 22 grudnia 1920 celem podjęcia nauki. Później uczestniczył w ćwiczeniach 5 baterii 10 pułku artylerii ciężkiej. Został mianowany na stopień podporucznika w korpusie oficerów weterynaryjnych, grupa lekarzy, ze starszeństwem z dniem 1 lipca 1925 (lokata 14). W 1934 jako oficer rezerwy pozostawał w ewidencji Powiatowej Komendy Uzupełnień Lwów Miasto. Na stopień porucznika został mianowany ze starszeństwem z dniem 1 stycznia 1935 i 9. lokatą w korpusie oficerów rezerwy weterynaryjnych, grupa lekarzy.
Pierwotnie rozpoczął studia prawa, jednak następnie przeniósł się na weterynarię, którą ukończył na Akademii Medycyny Weterynaryjnej we Lwowie 1925 (absolutorium), a 28 czerwca 1927 uzyskał tytuł lekarza weterynarii. W styczniu 1931 został wybrany zastępcą członka komisji rewizyjnej Lwowskiego Oddziału Zrzeszenia Lekarzy Weterynaryjnych Rzeczypospolitej Polskiej. W 1939 uzyskał tytuł naukowy doktora. Pracował na stanowisku adiunkta w Katedrze Chirurgii lwowskiej AMW: wykładał rentgenologię. Publikował artykuły w czasopiśmie „Przegląd Weterynaryjny”.
Wobec zagrożenia konfliktem w 1939 został przydzielony do 27 pułku artylerii lekkiej. Po wybuchu II wojny światowej uczestniczył w kampanii wrześniowej. Po agresji ZSRR na Polskę na terenach wschodnich II Rzeczypospolitej został aresztowany przez Sowietów. W kwietniu 1940 był przetrzymywany w obozie jenieckim w Kozielsku. O jego pobycie w obozie wspomniał kolega szkolny Zdzisław Peszkowski. W jednym z pierwszych transportów, między 11 a 12 kwietnia 1940, przekazany do dyspozycji naczelnika Zarządu NKWD Obwodu Smoleńskiego – lista wywózkowa 025/3 z 9 kwietnia 1940. Został zamordowany między 13 a 14 kwietnia 1940 w Katyniu z rąk funkcjonariuszy Obwodowego Zarządu NKWD w Smoleńsku oraz pracowników NKWD przybyłych z Moskwy na mocy decyzji Biura Politycznego KC WKP(b) z 5 marca 1940. Ofiary tej zbrodni grzebano w bezimiennych mogiłach zbiorowych, gdzie od 28 lipca 2000 mieści się oficjalnie Polski Cmentarz Wojenny w Katyniu. W miejscu tym prowadzone były ekshumacje i prace archeologiczne. Zidentyfikowany w mundurze podczas ekshumacji nadzorowanych przez Niemców w 1943 pod numerem 1186 – dosł. opisany jako Michalski Stanislaw (raport dzienny z 6 maja 1943). Przy jego szczątkach znaleziono: legitymację urzędnika państwowego, notatki oraz różaniec. Figuruje na liście Komisji Technicznej PCK pod numerem 01186. Po ekshumacji z dołu śmierci został pochowany w mogile bratniej drugiej.

### Życie prywatne
Stanisław Michalski był żonaty z Haliną (nie mieli dzieci), która po jego śmierci wyszła za mąż za Lesza. Podczas wojny została wywieziona przez sowietów w głąb ZSRR wraz z mężem i dzieckiem. We lwowskim mieszkaniu Stanisława Michalskiego po ataku Niemiec na ZSRR z połowy 1941 zamieszkiwała jego siostra Kazimiera Taworska z synem Tadeuszem. 

## Upamiętnienie

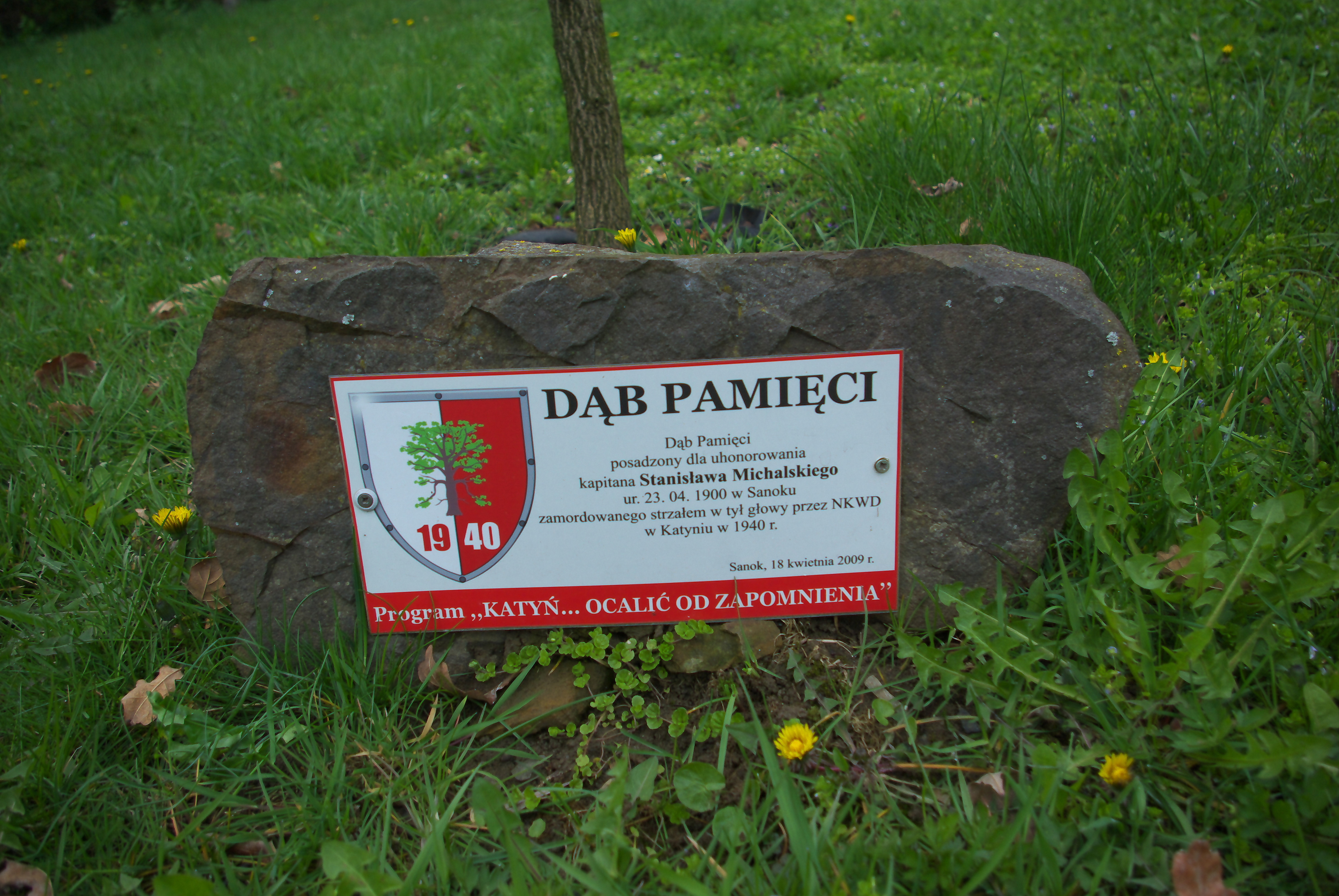
Kamień przy Dębie Pamięci honorującym Stanisława Michalskiego w Sanoku

Podczas „Jubileuszowego Zjazdu Koleżeńskiego b. Wychowanków Gimnazjum Męskiego w Sanoku w 70-lecie pierwszej Matury” 21 czerwca 1958 nazwisko Stanisława Michalskiego zostało wymienione w apelu poległych w obronie Ojczyzny w latach 1939–1945 oraz na ustanowionej w budynku gimnazjum tablicy pamiątkowej poświęconej poległym i pomordowanym absolwentom gimnazjum.
W 1962 Stanisław Michalski został upamiętniony wśród innych osób wymienionych na tablicy Mauzoleum Ofiar II Wojny Światowej na Cmentarzu Centralnym w Sanoku.
5 października 2007 roku Minister Obrony Narodowej Aleksander Szczygło awansował go pośmiertnie do stopnia kapitana. Awans został ogłoszony 9 listopada 2007 roku w Warszawie, w trakcie uroczystości „Katyń Pamiętamy – Uczcijmy Pamięć Bohaterów”.
18 kwietnia 2009 w ramach akcji „Katyń... pamiętamy” / „Katyń... Ocalić od zapomnienia”, w tzw. Alei Katyńskiej na Cmentarzu Centralnym w Sanoku zostało zasadzonych 21 Dębów Pamięci, w tym upamiętniający Stanisława Michalskiego (zasadzenia dokonał dr Piotr Uruski, historyk, przewodniczący Komisji Rady Powiatu Sanockiego).

## Odznaczenie
- Krzyż Walecznych (za wykazanie się w boju pod miejscowością Krynki)

## Publikacje (artykuły)
- Guz piasecznicowy na piersiach u konia (1927)
- Włókniako-gruczolak torbielowy u psa (1927)
- Amutatio penis (1927)
- Amputatio kończyn u psów (1929)
- Działanie zabiegów chirurgicznych przy dychawicy świszczącej (1929)[40]
- Histerektomia u psów (1932)
- Z rentgenografii narządu moczowego u psów (1933)
- Mięsak w jamie brzusznej u psa (1934)
- Spostrzeżenia kliniczne nad mięsakiem kości u psów (1936)
- Schorzenia trzeciej powieki i ich leczenie (1937)